# Fachinformationsdienst Romanistik

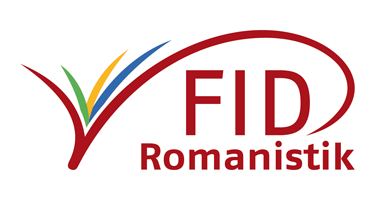
Logo FID Romanistik

Der Fachinformationsdienst Romanistik ist ein Infrastrukturprojekt zur Unterstützung der romanistischen Forschung.

## Aktivitäten
Der FID ergänzt mit Förderung der Deutschen Forschungsgemeinschaft die Angebote der lokalen Bibliotheken durch die überregionale Bereitstellung von romanistischer Spezialliteratur, von Lizenzen für den Zugriff auf elektronische Fachpublikationen sowie durch weitere forschungsnahe Angebote. So stellt er auf seiner Website ein Rechercheportal für die gesamte Romanistik bereit und bietet ein Informations- und Beratungsangebot zu den Themen Forschungsdatenmanagement und Open Access inklusive rechtlicher Informationen an. Ein romanistisches Repositorium für Erst- und Zweitveröffentlichungen im Open Access steht kostenlos bereit.
Ergänzend berichten das Romanistik-Blog sowie FID-Accounts in Social Media (Bluesky, Mastodon) über das Projekt sowie über Open Access, Forschungsdatenmanagement und über die Kulturen der romanischsprachigen Länder.

## Projektpartner und Kooperationen
Der Dienst wird von der Universitäts- und Landesbibliothek Bonn und der Staats- und Universitätsbibliothek Hamburg betrieben. Seine Aktivitäten werden in enger Abstimmung mit einem wissenschaftlichen Beirat durchgeführt, der sich aus sieben Vertretern der romanistischen Fachverbände sowie einem Vertreter der Plattform romanistik.de zusammensetzt. Ein weiterer Partner ist die AG Digitale Romanistik des Deutschen Romanistikverbands. Erwerbungsabsprachen werden mit den benachbarten Fachinformationsdiensten getroffen, insbesondere mit den FIDs Lateinamerika, Karibik und Latino Studies, Afrikastudien, Ost-, Ostmittel- und Südosteuropa und Anglo-American Culture. Seit der vierten Förderphase (2025–2027) ist das Hub of Computing & Data Science (HCDS) der Universität Hamburg als dritter Projektträger dabei und bringt seine Expertise v. a. in neue Teilprojekte des FID mit KI-Anteil ein.

## Vorgängerprojekte
Im FID gehen die vorherigen Sondersammelgebiete Allgemeine Romanistik, Frankoromanistik und Italianistik (ULB Bonn) sowie Spanien/Portugal (SUB Hamburg) auf, die von 1949 bis zur Einstellung des Programms durch die DFG im Jahre 2015 von den beiden Bibliotheken betreut wurden. Nach der Umstellung auf das DFG-Programm Fachinformationsdienste für die Wissenschaft übernimmt der Dienst seit 2016 die Literaturversorgung des romanistischen Spezialbedarfs in Deutschland.
Zudem führt das FID-Portal die Funktionen der vorherigen virtuellen Fachbibliotheken Vifarom und cibera zusammen. So ist das neue Suchportal eine zentrale Anlaufstelle für die gesamte Romanistik und integriert deshalb auch weitere romanistische Spezialbestände wie die des Ibero-Amerikanischen Instituts. Auch wurden die Sammlungen von Internetquellen von beiden Plattformen übernommen und fortgeführt, wie auch die „Lotse“-Online-Tutorials.
Das im Rahmen der Virtuellen Fachbibliothek cibera 2008 etablierte ciberaBlog wurde 2017 in seinem Fokus auf die gesamte Romania sowie auf Open Access und Forschungsdaten ausgerichtet und 2019 in Romanistik-Blog umbenannt.